# Kurfürstenstraße
Kurfürstenstraße – ulica w Berlinie, w Niemczech, w dzielnicy Tiergarten,  okręgu administracyjnym Mitte. Część ulicy leży również w dzielnicy Schöneberg,  okręgu administracyjnym Tempelhof-Schöneberg. Liczy około 2 000 m. Została wytyczona pod koniec XVII wieku.
Na ulicy znajduje się stacja metra linii U1 Kurfürstenstraße.